# The Amazing Mr. Williams
The Amazing Mr. Williams és una pel·lícula de comèdia estatunidenca de 1939 produïda per Everett Riskin per a Columbia Pictures i dirigida per Alexander Hall. És protagonitzada per Melvyn Douglas, Joan Blondell i Clarence Kolb. Va ser escrita per Dwight Taylor, Sy Bartlett i Richard Maibaum i es va estrenar el 22 de novembre de 1939.

## Argument
La promesa d'un tinent de policia, que està massa ocupat resolent crims, decideix actuar i aconseguir que es casi amb ella.

## Repartiment
- Melvyn Douglas com Kenny Williams
- Joan Blondell com Maxine Carroll
- Clarence Kolb com Captain McGovern
- Ruth Donnelly com Effie
- Edward Brophy com Buck Moseby
- Donald MacBride com tinent Bixler
- Don Beddoe com Deever
- Jonathan Hale com alcalde
- John Wray com Stanley
- Peggy Shannon com Kitty
- Lluís Alberni com Rinaldo
- James Crane com Johnny
- Dick Curtis com Joe
- Eddie Laughton com Mousey
- William Forrest com Anderson
- Walter Miller com Browning
- Barbara Pepper com Muriel
- Sally Payne com Jean
- Virginia Sale com Miss Mason
- Lorna Gray com enfermera
- Robert Middlemass com comissari de policia
- Robert Dudley com membre del Comitè Ciutadà
- Frank Jaquet com membre del Comitè Ciutadà
- Sarah Edwards com membre del Comitè Ciutadà
- Lela Bliss com membre del Comitè Ciutadà
- Milton Kibbee com propietari de la botiga de licors
- Maude Eburne com propietaria
- Robert Sterling com ascensorista
- Wyndham Standing com passatger de l'ascensor